# Лазаревичі (малоросійське дворянство)
Лазаревичі (рос. Лазаревичи) — українські старшинські, пізніше дворянські роди.

## Походження
Найстаріший з них — нащадки  сотника погарського Лазаря Тимофійовича (1675).
Рід внесений в VI частину родовідної книги Чернігівської губернії.

## Опис герба
У червоному полі зображена срібна роздвоєна стріла що летить вверхх, по середині якої переклад з двому зубцями по кінцям.
Щит увінчаний дворянським нашоломником, і короною з страусиними перами. Намет на щиті червоний, підкладений сріблом.
Герб роду Лазаревичів внесений в Частину VIII Загального гербовника родів Всеросійської імперії, стр. 109.